# Triaspis vernalis
Triaspis vernalis är en stekelart som beskrevs av Sergey A. Belokobylskij 1998. Triaspis vernalis ingår i släktet Triaspis och familjen bracksteklar. Inga underarter finns listade i Catalogue of Life.